# KUWA
Koordinaten: 42° 51′ 2″ N, 110° 58′ 46″ W
KUWA ist eine lokale US-Radiostation in Afton, Wyoming. Die Station gehört der University of Wyoming und ist Mitglied des Wyoming Public Radio (WPR). KUWA sendet ein Format bestehend aus Nachrichten, Jazz, Adult Album Alternative und Klassik. Dazu werden Übernahmen von KUWR in Laramie gesendet; ebenfalls eine WPR-Station.
KUWA sendet auf UKW 91,3 MHz mit 0,4 kW.